# Hersomgård
Hersomgård er en herregård i Hersom Sogn i det tidligere Rinds Herred, Viborg Amt, nu Viborg Kommune.
Den kendes tilbage til slutningen af 1400-tallet, hvor den fra 1496-1504 ejedes af Stig Vesteni der før 1513 solgte den til rigsråd Niels Høeg af Bannerslægten.
Den oprindelige hovedbygning blev nedrevet i 1798, og en ny  bindingsværksgård opførtes et stykke fra det oprindelige voldsted, men den brændte i 1835. Den efterfølgende hovedbygning var også i bindingsværk, og er ombygget flere gange.

## Eksterne kilder og henvisninger
- J.P. Trap: Danmark 5. udgave 1962

|  | Denne artikel om en bygning eller et bygningsværk kan blive bedre, hvis der indsættes et (bedre) billede. Du kan hjælpe ved at afsøge Wikimedia Commons for et passende billede eller lægge et op på Wikimedia Commons med en af de tilladte licenser og indsætte det i artiklen. |

56°33′21″N 9°33′9.9″Ø / 56.55583°N 9.552750°Ø